# Alexandre II de Rússia
Alexandre II de Rússia (Moscou, 29 d'abril de 1818 - Sant Petersburg, 13 de març de 1881) fou un aristòcrata rus, tsar de l'Imperi Rus entre 1855 i 1881. Passà a la història com el més important reformador de la societat russa durant el període tsarista que a diferència de les dels seus antecessors i successors tingueren una importància transcendental. Descendents d'Alexandre II de Rússia són el rei Miquel I de Romania, la cap de la casa imperial russa Maria de Rússia o el duc de Kent Eduard del Regne Unit.

## Infància
El gran duc i després tsar Alexandre II nasqué al Kremlin de Moscou, essent l'últim tsar que naixia a la ciutat santa de Rússia. Era el primer fill mascle del tsar Nicolau I de Rússia i de la princesa Carlota de Prússia. Era per tant net, per línia paterna, del tsar Pau I de Rússia i de la princesa Sofia de Württemberg, i per línia materna del rei Frederic Guillem III de Prússia i de la mítica princesa Lluïsa de Mecklenburg-Strelitz.
D'infant donà poques mostres de la seva futura capacitat política. Creixé en un ambient de repressió cultural i intel·lectual en el qual la censura era més present que mai i la crítica a les autoritats un delicte polític de primer ordre. Malgrat que el seu pare l'induí a la carrera militar ell no hi mostrà cap interès i es dedicà a l'estudi de llengües europees i en la pràctica de l'equitació.

## Casament i descendència

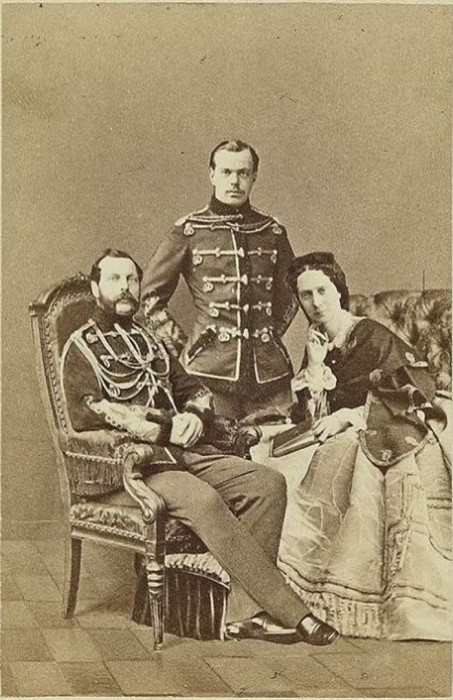
Alexandre II de Rússia i la seva dona, l'emperadriu Maria, amb el seu fill, el futur tsar Alexandre III

El 16 d'abril de 1841 es casà a Sant Petersburg amb la princesa Maria de Hessen-Darmstadt que era filla del duc sobirà Lluís II de Hessen-Darmstadt i de la princesa Guillermina de Baden. La princesa de Hessen adoptà el nom de Maria Alexandrovna.
La parella instal·lada a Sant Petersburg tingué sis fills i dues filles:
- SAI la gran duquessa Alexandra de Rússia (1842 - 1849).
- SAI el gran duc Nicolau de Rússia nat a Tsàrskoie Seló el 1843 i mort a Niça el 1865 poc després d'esdevenir compromès amb la princesa Dagmar de Dinamarca qui es va acabar casant amb el seu germà el tsar Alexandre III de Rússia.
- SM el tsar Alexandre III de Rússia nat a Sant Petersburg el 1845 i mort a Livadia (Crimea) el 1894. Es casà amb la qual havia sigut promesa del seu germà gran la princesa Dagmar de Dinamarca.
- SAI el gran duc Vladimir de Rússia nat a Sant Petersburg el 1847 i mort el 1909 a la mateixa ciutat on va néixer. Es casà amb la princesa Maria de Mecklenburg-Schwerin.
- SAI el gran duc Aleix de Rússia nat el 1850 a Sant Petersburg i mort el 1908 a París. Es casà morganàticament amb Alexandra Zhukovsky.
- SAI la gran duquessa Maria de Rússia nata a Tsàrskoie Seló el 1853 i mort el 1920 a Zúric. Es casà el 1875 amb el príncep britànic i duc d'Edimburg i de Saxònia-Coburg Gotha Alfred del Regne Unit.
- SAI el gran duc Sergi de Rússia nascut a Tsàrskoie Seló el 1857 i mort a Moscou el 1905. El 1884 es casà amb la princesa Elisabet de Hessen-Darmstadt.
- SAI el gran duc Pau de Rússia nat a Tsàrskoie Seló el 1860 i assassinat a la ciutat de Sant Petersburg el 1919 en mans dels bolxevics. Es casà en primeres núpcies amb la princesa Alexandra de Grècia i en segones núpcies amb la princesa Olga Karnovich von Pistolkors, princesa Paley.

A la mort de la seva esposa l'any 1880 es casà amb qui havia estat la seva amant de joventut i durant tot el seu matrimoni, la princesa russa Caterina Dolgoruki i tingueren tres fills:
- Jordi Romanov Yurievski (1872 - 1913) casat amb la comtessa Alexandra Zarnekau.
- Olga Romanov Yurievski (1873 - 1925) casada amb el comte Jordi von Marenberg.
- Boris Romanov Yurievski (1876 - 1876).
- Caterina Romanov Yurievski (1878 - 1956) casada en primeres núpcies amb el príncep Alexandre V. Bariatinsky i en segones núpcies amb el príncep Sergi Obolensky del qual es divorcià.

## Regnat
Alexandre es convertí en tsar l'any 1855 en substitució del seu pare un cop aquest morí. El primer any del seu regnat el destinà a finiquitar la Guerra de Crimea iniciada pel seu pare el tsar Nicolau I de Rússia. Després de la derrota de Sebastòpol, les negociacions per la pau foren liderades pel comte Aleksei Fyodorovich Orlov. El Tractat de París, signat el 30 de març, convertia el mar Negre en territori neutral, prohibint el pas als vaixells de guerra i la presència de fortificacions i armament en les seves ribes i va suposar un dur revés per a la influència russa a la regió, va perdre el territori que li havia estat concedit a la desembocadura del Danubi, va ser forçada a abandonar les aspiracions de protegir els cristians de l'Imperi Otomà i va perdre la seva influència sobre els principats romanesos, que, juntament amb Sèrbia, van obtenir una major independència.
Després de les negociacions, començà un període de radicals reformes. Afortunadament per Rússia, aquestes reformes arribaven en un moment en què el tsar era una persona capaç de liderar les reformes sense tremolar i amb la voluntat de portar-les a terme i que a la vegada no es deixaria endur en vanes utopies.
Va destacar per la seva política exterior, que era principalment pacifista, partidari dels Estats Units i oposada a la Gran Bretanya. Va recolzar la Unió durant la Guerra Civil dels Estats Units i va enviar vaixells de guerra al port de Nova York i a la badia de San Francisco per dissuadir els atacs de la Marina dels Estats Confederats d'Amèrica i va vendre Alaska als Estats Units el 1867, per por que la remota colònia caigués en mans britàniques si hi hagués una altra guerra. Va buscar la pau, es va allunyar de la França bèl·lica quan va caure Napoleó III el 1871, i el 1872 es va unir amb Alemanya i Àustria en la Lliga dels Tres Emperadors que va estabilitzar la situació europea. Malgrat la seva política exterior, d'altra banda, pacifista, després del fracàs de la Conferència de Constantinoble va lluitar una breu guerra amb l'Imperi Otomà entre 1877 i 1878 conclosa amb el Tractat de Santo Stefano pel què el Principat de Romania, el Principat de Sèrbia i el Principat de Montenegro van obtenir reconeixement oficial de la independència de facto i de dret de l'Imperi Otomà, es va establir el Principat de Bulgària, i els oblasts de Kars i Batum passen a formar part de l'Imperi Rus, Gran Bretanya va rebre Xipre com a possessió colonial, i Bòsnia i Hercegovina va ser ocupada per Àustria-Hongria. També es va produir l'annexió russa de la Bessaràbia Meridional del Principat de Romania, i l'annexió romanesa de la Dobruja septentrional.
Va continuar expandint-se a l'Extrem Orient, i va acabar amb la Guerra del Caucas incorporant el Kanat Àvar en 1864 i va conquerir l'emirat de Bukharà el 1868 i el Kanat de Khivà al Turquestan en 1873. Va aprovar els plans que dugueren al genocidi circassià i l'expulsió massiva dels sobrevivents cap a l'Imperi Otomà i l'Orient Mitjà. Entre 800.000 i 1.500.000 civils van ser víctimes d'aquesta neteja ètnica. Encara que decebut pels resultats del Tractat de Berlín en 1878 va respectar aquest acord. Entre els seus majors reptes interns va ser un aixecament a Polònia el 1863, al qual va respondre despullant aquella terra de la seva constitució separada i incorporant-la directament a Rússia.
Malgrat tot, durant el regnat d'Alexandre II, el creixement de partits radicals i revolucionaris d'esquerres fou molt important. Aparegueren el moviment nihilista, l'anarquisme i finalment el comunisme de caràcter marxista. Des de 1855, però, ell aparegué com un liberal moderat a Rússia tot i que sofrí nombrosos atemptats: 1866, 1873, 1880 i 1881. Alexandre estava proposant reformes parlamentàries addicionals per contrarestar l'auge dels moviments revolucionaris i anarquistes naixents quan va ser assassinat el 1881. L'intent d'assassinat el 1866 va iniciar un període més conservador que va durar fins a la seva mort, amb nous nomenaments, substituint els ministres liberals per conservadors.

### L'emancipació dels serfs
A diferència del seu pare, que tenia un clar esperit de l'Antic Règim induït pels valors de la Santa Aliança i del conservadorisme de caràcter autocràtic, les idees liberals d'Alexandre dominaren el seu mandat. Inicià reformes de caràcter econòmic que permeteren l'aparició d'una insípida classe petit burgesa vinculada amb la industrialització. Impulsà de forma primordial el ferrocarril. El desenvolupament econòmic, però, es veia frenat per l'existència de la servitud.
L'any 1860 s'inicià el projecte per emancipar la servitud. El governador polonès per les províncies lituanes de l'Imperi envià una carta al Tsar perquè aquest li permetés d'establir un comitè de propietaris per acabar amb la servitud. Aquest primer pas fou aprofitat pel Tsar i envià una carta a tots els governadors elevant la voluntat del governador de Lituània i expressant el desig que els altres també portessin a terme un gest tan patriòtic. Els altres governadors de la Rússia europea seguiren el pas del governador de Lituània.
Malgrat tot, l'emancipació no acabaria amb l'ucàs imperial sinó que afectava importants problemes paral·lels. Les solucions passaven per si convertir els serfs en agricultors dependents econòmicament i laboralment dels propietaris de la terra o si els serfs es convertirien en una classe autònoma com a propietaris de terres comunals. La solució adoptada fou l'última.
El 19 de febrer de 1861, el tsar firma la llei d'emancipació que acabà definitivament amb la servitud a Rússia.

### Altres reformes
El tsar Alexandre II de Rússia portà a terme altres reformes importants com la reorganització de la marina i de l'exèrcit l'any 1874, una nova organització judicial basada en el model francès (1864), un nou codi penal (1864) i una nova organització local i rural també l'any 1864. Formulà una llei de grans ciutats, a les quals atorgà una mínima autonomia fiscal i creà una policia rural a càrrec del Ministeri de l'Interior.

### Eliminació dels moviments nacionals
Al principi del seu regnat, el Tsar manifestà la voluntat de 'No als somnis' referent als moviment nacionals de Polònia, dels tres estats bàltics (Estònia, Letònia i Lituània) i de la Rússia blanca (Ucraïna i Belarús).
L'any 1863-1864 reprimí durament la revolta polonesa, però a canvi d'això hagué de donar suport a la unificació alemanya sota la batuta de Prússia (Vint anys després, l'imperi Alemany seria el principal enemic de Rússia al continent europeu.). La repressió polonesa fou brutal: morts, deportacions a Sibèria i l'aplicació de la llei marcial, que s'estengué a Lituània. Les llengües nadiues fores prohibides completament fins i tot en la seva forma oral.
El 18 de juny de 1868 l'emirat de Bukharà va ser conquerit per l'Imperi Rus, que tenia aspiracions colonials a la regió establint un protectorat que mantenia els límits de l'emirat, però Muzàffar al-Din Bahadur Khan i el seu successor cediren Samarcanda, el control de la vall de Zeravshan en 1870 i l'est del Pamir en 1895, alhora que obrien el país als mercaders russos; i gaudí d'una sobirania molt limitada, ja que es va veure obligat a renunciar a qualsevol ampliació territorial o de conquesta amb els altres kanats. El seu successor Sayyid Abd al-Akhad Khan només va ser un titella en mans dels russos.

### Assassinat
El tsar patí quatre intents d'assassinat:
- El 4 de juny de 1866, l'atemptat fou produït per Dimitri Karalozov. El tsar s'escapà pels pèls, i per commemorar el que ell anomenà els fets del 4 de juny de 1866 ordenà la construcció d'una nova porta per la ciutat de Sant Petersburg. Aquesta fou encarregada al guanyador d'un concurs, Víctor Hartmann. El disseny va ser molt ben rebut però mai es construí.
- El 20 d'abril de 1879, el segon atemptat tingué lloc a la Plaça de la Guàrdia quan el tsar caminava tranquil·lament i va veure la cara de l'exestudiant Alexander Soloviev de trenta-tres anys. Soloviev, que tenia un revòlver a les mans, va disparar cinc vegades fallant totes elles.
- L'organització armada Naródnaia Vólia ("La voluntat del poble"), que pretenia una revolució social, va col·locar una bomba al ferrocarril que havia de portar el Tsar de Livadia a Moscou. L'operació que tingué lloc l'any 1879 no tingué èxit. L'any següent, el 1880, ho intentaren de nou, introduint-se a l'habitació de sopar del Palau d'Hivern del Tsar a Sant Petersburg. La bomba que havien col·locat no va afectar ni el palau ni el Tsar, malgrat que va destrossar els terres de l'habitació.
- Després de l'últim intent d'assassinat, al Comte Louis-Melikov se li atorgaren grans poders per lluitar contra la voràgine terrorista. El 13 de març de 1881, el Tsar va patir un atemptat de caràcter nihilista, i va morir poques hores després.[18] L'atemptat tingué lloc als carrers de Sant Petersburg, mentre anava amb un cotxe de cavalls. Els terroristes eren Nikolai Kibaltxitx, Sofia Peróvskaia, Nikolai Rissakov, Timotei Mikhailov, Andrei Jeliabov, que van ser condemnats a mort, i Guessia Gelfman, que fou enviada a Sibèria. La mort l'hi provocà l'activista polonès Ignacy Hryniewiecki, que morí en l'atemptat. Hryniewiecki actuava motivat per la forta repressió cultural que es vivia a Polònia en el procés anomenant de russificació. L'assassinat del tsar va ocasionar una onada de violència antisemita, incloent-hi pogroms.